# Olasz nyelv
Az olasz nyelv (olaszul lingua italiana) az indoeurópai nyelvcsalád itáliai ágán belül az újlatin nyelvek csoportjába tartozik. A mai egységes irodalmi nyelv alapja a toszkán nyelvjárás, amely átmenetet képez a keleti és nyugati típusú újlatin nyelvek között. Hangtani szempontból konzervatívabbnak tekinthető a többi újlatinnál, mivel többnyire megőrizte az eredeti szóközi mássalhangzókat, ugyanakkor teljesen elvesztette a latin szó végi -s  hangot, például tempus-tempo. Sok, latin ábécét használó nyelvhez hasonlóan, az olaszban is léteznek hosszú (kettőzött) mássalhangzók, amelyeket a magyarhoz hasonlóan, hosszan is ejtenek (ellentétben az angollal, a franciával és a némettel). A legtöbb újlatin nyelvhez hasonlóan a hangsúlyozás sokszor lényeges szerephez jut a jelentés megkülönböztetésében (nem így például a franciában). Hangsúlyos rendszerint az utolsó előtti szótag, de bármelyik lehet az; ha az utolsóra esik, ékezettel jelöljük. Az olasz tulajdonneveket különösen nem szép rossz helyen hangsúlyozni, például Taranto, Rimini, Domenico (helyesen: „táranto, rímini, doméniko”). A szó végi rövid magánhangzókat sem szabad – magyar módra – megnyújtani, például Marco (helyesen: „márko”).
A magyar nyelv hangkészletéből az olasz nem használja a h, gy, ö-ő, ü-ű, ty és zs hangokat. Magyarban ismeretlen hangot – gyakorlatilag – nem használ. A nálunk megszokott hangokat egy, két, vagy akár három betűvel írja le (például „ny” – gn, „s” – sce vagy sci, „dz” – z, „dzs” – ge vagy gi stb.) Vigyázat: az „sch” mindig „szk” és nem „s”, mint a németben. Elválasztás a magyarhoz hasonlóan a mássalhangzóhatáron történik, egy kivétellel, amikor is a következő sorba visszük át mindazt a mássalhangzót, amellyel olasz szó kezdődhet, például que-sto. A diftongusok mellett triftongusokat is használ, például miei, tuoi. Ezek, mivel nem képeznek önálló szótagot, nem választhatók el a magánhangzóhatáron.
Az olaszt nem anyanyelvként beszélők száma korábban csökkenőben volt, az utóbbi időben azonban ismét emelkedik: jelenleg 70 milliósra tehető. Régebbi adatok még 120 millió ember közvetítő nyelvének mondták. Főleg az egykori olasz gyarmatokon beszélték (Etiópia (történelmi nevén: Abesszínia, olaszul: Abissinia), Eritrea, Líbia, Szomália), ezenkívül Szlovéniában, a horvát Dalmáciában és Albániában.

## Története
A Római Birodalom felbomlása után az irodalmi és a beszélt nyelv eltávolodása tovább folytatódott, és miközben írásban változatlanul igyekeztek minél jobban igazodni az aranykori római irodalmi nyelv normáihoz, a beszélt nyelvállapot idővel annyira különbözött már a sokkal konzervatívabb írott változattól, hogy a beszélők már nem értették az utóbbit, le kellett fordítani. Assisi Szent Ferenc (vigyázat, helyesen ejtve: „asszízi” és nem „assziszi”!) Naphimnusza, a Cantico delle Creature (A teremtmények dalocskája) 1225-ből tekinthető a „köznyelvi” olasz első lejegyzésének.

## Az olasz dialektusok

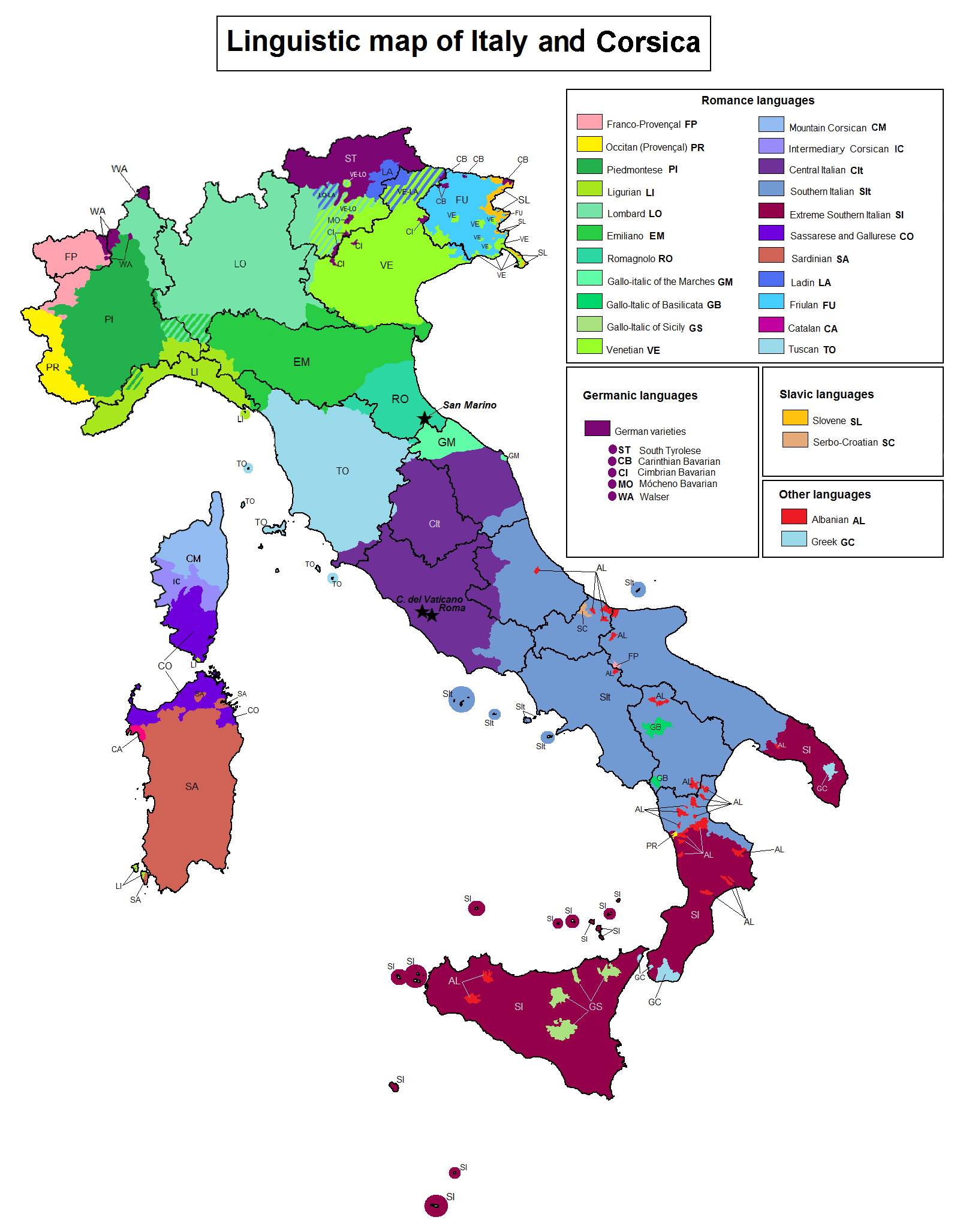
Nyelvek és dialektusok Olaszországban

Az olasz dialektológia az újlatin nyelvészet egyik leggazdagabb területe. Olaszország területén számos (egyes becslések szerint 200 körüli) újlatin dialektust és aldialektust (nyelvjárást) használnak. Ezek az olasz dialektusok (dialetti italiani) északról dél felé haladva erősen különböznek egymástól, oly mértékben, hogy két egymástól távolabb élő beszélő meg sem érti egymást: így a kölcsönös érthetőség végett mindenkinek beszélnie kell a sztenderd olasz nyelvet (olasz köznyelv).
Az erős dialektális tagolódás oka az egységes Olaszország, illetve az olasz irodalmi nyelv késői kialakulása volt. Sok olasz dialektust ma már teljesen önálló újlatin nyelvként tartanak számon, amelyek már saját helyesírással is rendelkeznek. Ilyenek a szicíliai, a nápolyi, az emilián-romanyol, a velencei, a lombard, a ligur, a piemonti, a szárd és a korzikai.
A dialektusok hovatartozása nyelvészetileg még az újlatin nyelvek csoportjain belül sem egységes: a La Spezia és Rimini városokat összekötő képzeletbeli vonaltól északra a nyugati, míg délre az italodalmát újlatin nyelvekhez tartoznak. A kettő között természetesen átmeneti nyelvjárások is vannak, mint például az olasz irodalmi nyelv alapjául szolgáló toszkán dialektus. A nyugati és italodalmát újlatin nyelvek bizonyos, főleg hangtani tulajdonságok alapján különülnek el, ilyen meghatározó jellemző például a szóközi egyszerű mássalhangzók viselkedése – zöngésülés, eltűnés stb.
Az olasz irodalmi nyelv alapjául a közép-olasz dialektuscsoport, ezen belül elsősorban a középkori toszkán dialektus szolgált. Az ebből kialakuló mai sztenderd olasz nyelvre azonban a többi közeli közép-olasz dialektus, így a római dialektus is hatást gyakorolt. Érdekes módon a mai toszkán dialektus a sztenderd olasz nyelvtől a kiejtésében észrevehetően elkülönül, például egész Olaszországban egyedül a toszkán dialektus használja a „h” –mássalhangzót a „k” helyett: például a „come” szó hóme ejtése a köznyelvi kóme helyett. A köznyelvi „cs” –mássalhangzót – a rómaihoz hasonlóan – a toszkán dialektus is „s”-nek ejti, szemben a sztenderd olasz ejtéssel: például a „cinquecento” szó sinkwesento ejtése a köznyelvi csinkwecsento helyett. Hasonlóképpen elmondható ez a római, umbriai, abruzzói dialektusokra is, ezeket együttesen nevezik közép-olasz nyelvnek.

## Az olasz ábécé
Az olasz ábécé a következő 21 betűből áll: A, B, C, D, E, F, G, H, I, L, M, N, O, P, Q, R, S, T, U, V, Z.
Idegen szavakban előfordulhatnak még a j, k, w, x, y betűk.

## Kiejtés

Az olasz nyelv választása második vagy harmadik nyelvként Európában

Az olasz szavak kiejtése nem okoz különösebb nehézséget a magyar anyanyelvűek számára. A magyartól eltérő olvasatú betűket az alábbiakban foglaljuk össze:
- c – e és i előtt magyar cs [t͡ʃ], egyébként magyar k [k]: circa [ˈt͡ʃi:rka]
- ch – csak e és i előtt áll, mindig magyar k [k]: anche [ˈa:ŋke]
- g – e és i előtt magyar dzs [d͡ʒ], egyébként magyar g [g]: gente [ˈd͡ʒe:nte], guerra [ˈgwe:r:a]
- gh – csak e és i előtt áll, mindig magyar g [g]: laghi [ˈlaːgi]
- gn – magyar ny (szó belsejében általában hosszú) [ɲ]: legno [ˈle:ɲ:o]
- gli – magánhangzó előtt lágy l magyar lj (régen ly) egyszerre ejtve [ʎ], egyébként lágy l, amelyet j követ [ʎj]: aglio [ˈa:ʎjo], egli [ˈe:ʎji]
- h – mindig néma: hanno [ˈa:n:o]
- s – zöngés mássalhangzó előtt, és valamikor magánhangzók között z [z], máskor magyar sz [s]: sbaglio [ˈzbaːʎjo], rosa [ˈrɔːza], solo [ˈsoːlo]
- sc – e és i előtt magyar s (szó belsejében általában hosszú) [ʃ], egyébként magyar szk [sk]: liscia [ˈli:ʃʃa], scarpa [ˈska:rpa]
- z általában hosszú magyar cc [ʦː] zio [ʦiːo] (igénytelenebbeknél [ˈd͡zi:o]), ritkábban dz [d͡z]: zona [ˈd͡zoːna]

Megjegyzés: az i betűt c, g, sc és magánhangzó között csak akkor ejtjük, ha hangsúlyos: ciao [t͡ʃaːo], de pizzeria [piʦ:eri:a].

## Névszók
- Míg a nyugati újlatin nyelvek -(e)s hozzáadásával képzik a többes számot, az olasz a szó végződésétől függően -i (ha az egyes számú végződés -e vagy -o) vagy -e (ha az egyes számú végződés -a) hangot ad a tőhöz:
  - porto („kikötő”) porti („kikötők”)
  - porta („ajtó”) porte („ajtók”)
  - parte („rész”) parti („részek”)
- Az olasz, a többi indoeurópai nyelvhez hasonlóan nemeket különböztet meg, de csak kettőt: hímnemet (maschile) (masculinum) és nőnemet (femminile) (femininum). A melléknevet a főnévvel nemben és számban egyeztetjük. bello porto (szép kikötő) belle porte (szép ajtók). A latinban semleges (neutrum) nemű szavak rendhagyó többes számukról ismerhetők fel, például uovo (ovum) – uova
- Az olasz nyelvben erősödő izoláló tendenciák figyelhetők meg, a névszóragozásban egyetlen esetet (nominativus) ismer. A többi esetet elöljárókkal (praepositio) fejezi ki.
  - a „-hoz, -nál, -ban, -be”,
  - da „-hoz, -nál, -től, -ként, -módon”,
  - con „-vel;” stb.

## Igék
Az olasz nyelvben az alábbi módokat és igeidőket különböztetjük meg.
A jövőből a múltba haladva: az alábbi példákban az amare (szeretni) ige egyes szám első személyű alakja szerepel:
- Indicativo (kijelentő mód) (indicativus)
  - Futuro semplice (jövő) (futurum) amerò
  - Futuro anteriore (befejezett jövő) (futurum perfectum) avrò amato
  - Presente (jelen) (praesens) amo
  - Passato prossimo v. Perfetto (múlt) (praeteritum) ho amato
  - Imperfetto (folyamatos múlt) (praeteritum imperfectum) amavo
  - Trapassato prossimo (régmúlt) (praeteritum perfectum) avevo amato
  - Passato remoto (történeti múlt) (praeteritum historicum) amai
  - Trapassato remoto (történeti régmúlt) (praeteritum historicum perfectum) ebbi amato
- Congiuntivo (kötő mód) (coniunctivus)
  - Presente (praesens) io ami
  - Passato (praeteritum) io abbia amato
  - Imperfetto (praeteritum imperfectum) amassi
  - Trapassato (praeteritum perfectum) avessi amato
- Condizionale (feltételes mód) (conditionalis)
  - Presente (praesens) amerei
  - Passato (praeteritum) avrei amato
- Imperativo (felszólító mód) (imperativus)

csak E/2, T/1, T/2 alakjai vannak, a hiányzó alakokat a congiuntivo presente adja; ama!
Ezeken kívül van még:
- Verbo riflessivo (visszaható ige) (verbum reflexivum) mi amo
- Passivo (szenvedő szerkezet) (passivum) sono amato

## Nyelvi példák
| Magyar                                                                           | Olasz |
| -------------------------------------------------------------------------------- | --- |
| Olasz                                                                            | italiano (ha férfi), italiana (ha nő) |
| Magyar                                                                           | ungherese |
| Igen                                                                             | Sì |
| Nem                                                                              | No |
| Jóreggelt! / Jónapot!                                                            | Buongiorno! |
| Szia! / Üdv!                                                                     | Ciao (tegező) / Salve |
| Hogy vagy? / Hogy van?                                                           | Come stai? (tegező) / Come sta? (magázó) |
| Üdvözlöm!                                                                        | Benvenuto! (Isten hozta!)/Benvenuta! (ha nő az érkező)                                                                                        |
| Jó estét!                                                                        | Buonasera! |
| Jó éjszakát!                                                                     | Buonanotte! |
| Szép álmokat!                                                                    | Sogni d'oro! |
| Viszontlátásra!                                                                  | Arrivederci! (bizalmasabb) / ArrivederLa (megtisztelő - ma már ritkán hallani)                                                                |
| Szép napot!                                                                      | Buona giornata! |
| Sok szerencsét!                                                                  | Buona fortuna! / In bocca al lupo! (válasz az utóbbira: crepi!, nem grazie)                                                                   |
| Kérem, Szívesen, Legyen (légy) szíves                                            | Prego / Per piacere / Per favore / Per cortesia                                                                                               |
| Köszönöm                                                                         | Grazie / ti/La ringrazio |
| Sajnálom                                                                         | Mi dispiace/Mi scusi (magázó)/Scusa(mi) (tegező)/ (Sono) desolato (ha férfi vagyok) / desolata (ha nő vagyok)                                 |
| Ki (csoda)?                                                                      | Chi? |
| Mi (csoda)?                                                                      | Che cosa? / Che? / Cosa? |
| Mikor?                                                                           | Quando? |
| Hová? Hol?                                                                       | Dove? |
| Miért?                                                                           | Perché? |
| Hogy hívnak? / Hogy hívják (Önt)?                                                | Come ti chiami? (tegező), Come si chiama? (magázó)                                                                                            |
| Azért, mert                                                                      | Perché |
| Hogy? / Tessék?                                                                  | Come? |
| Mennyi?                                                                          | Quanto? |
| Nem értem. / Nem értettem.                                                       | Non capisco. / Non ho capito. |
| Értem. / Értettem.                                                               | Capisco. / Ho capito. |
| Segíts nekem! / Segítsen nekem! / Segítség!                                      | Aiutami! / Mi aiuti! / Aiuto! |
| Hol vannak a mosdók?                                                             | Dove sono i bagni? |
| Beszélsz magyarul? / Beszél magyarul / Beszéltek magyarul? / Beszélnek magyarul? | Parli ungherese? (tegező) / Parla ungherese? (magázó) / Parlate ungherese? (t. sz. 2. sz-ben tegezve és magázva)/ Parlano ungherese? (önözve) |
| Nem beszélek olaszul.                                                            | Non parlo italiano. |
| A számlát, legyen szíves (étteremben)                                            | Il conto, per favore. |